# Neocrepidodera simplicipes
Neocrepidodera simplicipes is een keversoort uit de familie bladkevers (Chrysomelidae). De wetenschappelijke naam van de soort werd in 1860 gepubliceerd door Kutschera.